# Henryk Książek
Henryk Książek (ur. 8 listopada 1923 w Kosumcach, zm. 4 czerwca 1946 w Sanoku) – oficer Wojska Polskiego, żołnierz partyzantki antykomunistycznej.

## Życiorys

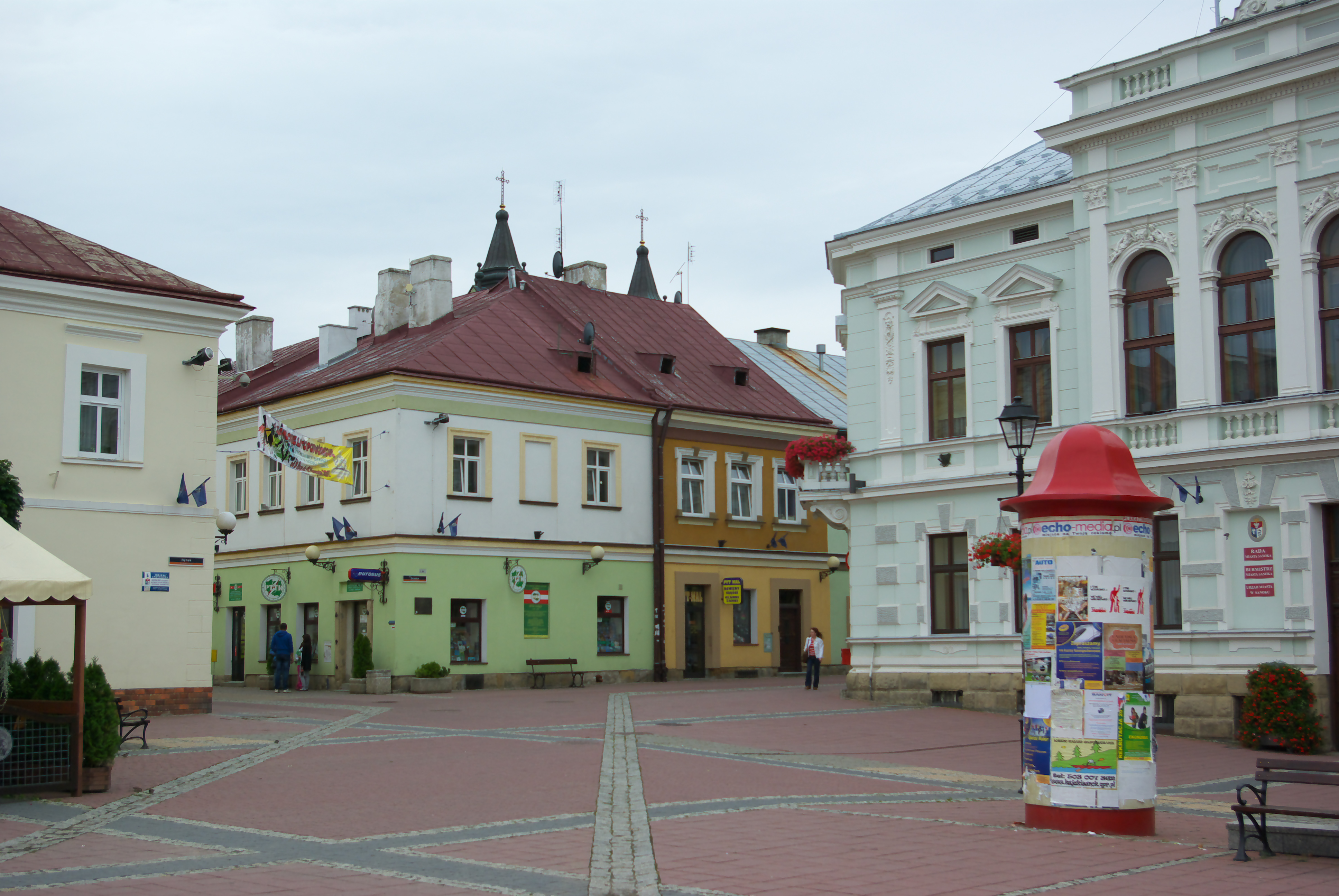
Południowo-zachodnia część sanockiego rynku, miejsce egzekucji

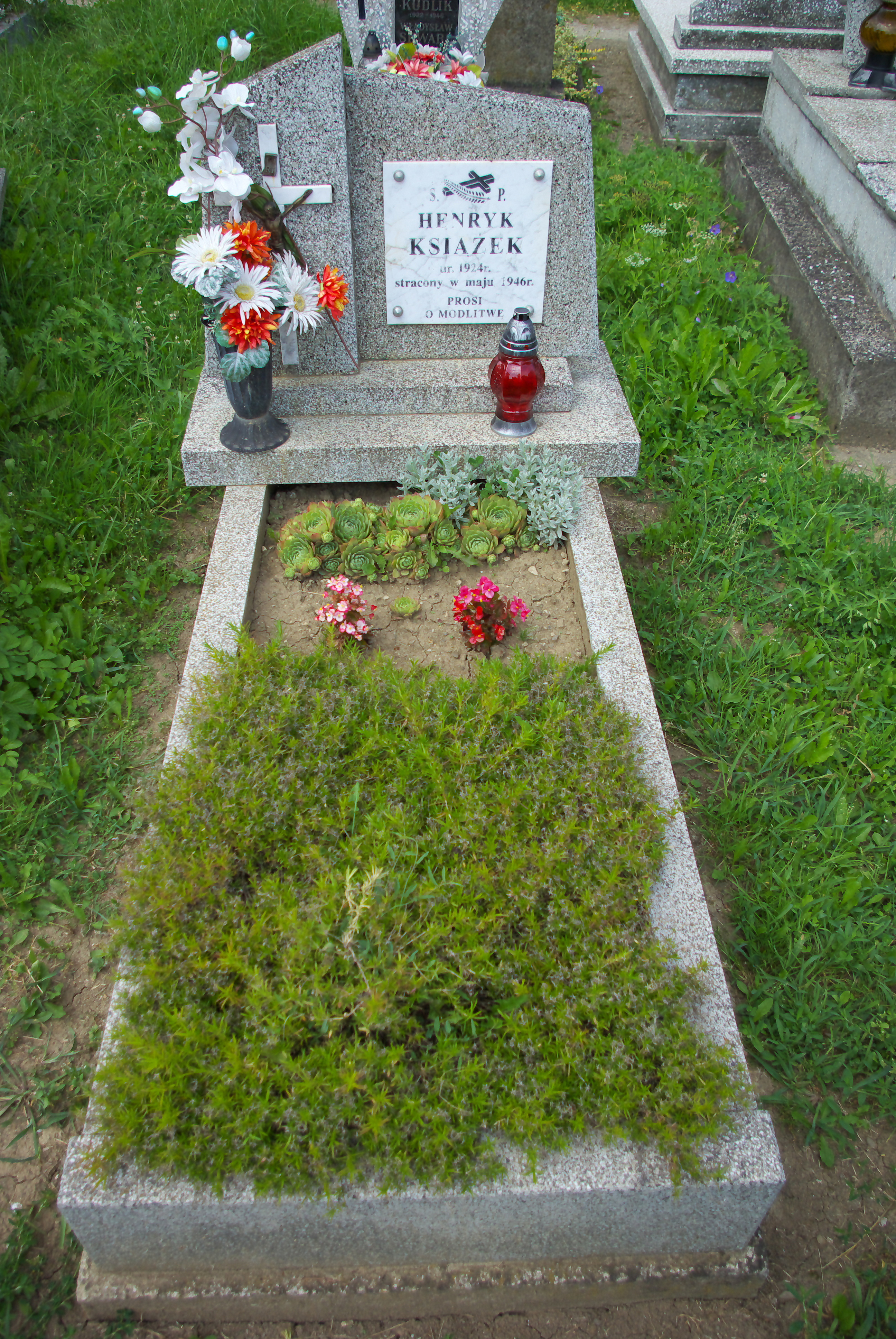
Grób Henryka Książka

Urodził się 8 listopada 1923 w Kosumcach koło Karczewa jako syn Feliksa i Anieli z d. Gawin. W młodości był harcerzem. 
Po wybuchu II wojny światowej podczas okupacji niemieckiej działał w Armii Krajowej.
Latem 1944 powołany do formującego się w okolicach Siedlec 32 pułku piechoty w ramach 2 Armii Wojska Polskiego. W stopniu chorążego służył w plutonie chemicznym 1 kompanii strzeleckiej I batalionu w 34 pułku piechoty w składzie 8 Dywizji Piechoty. Książek już wcześniej znalazł się w kręgu zainteresowania organów Informacji Wojskowej i wiedząc o tym, zdecydował się na dezercję. 21 kwietnia 1946 razem z kolegą, porucznikiem Tadeuszem Lipskim odłączył się od oddziału i przyłączył się do samodzielnego batalionu operacyjnego NSZ „Zuch” mjr. Antoniego Żubryda. 
Brał udział w akcji likwidacji szefa Wydziału Polityczno-Wychowawczego 8 Drezdeńskiej Dywizji Piechoty kpt. Abrahama Premingera 30 kwietnia 1946. 18 maja 1946 podczas potyczki na Posadzie obok Fabryki Wagonów przy ulicy Kazimierza Lipińskiego, pomiędzy oddziałem Żubryda a funkcjonariuszami Powiatowego Urzędu Bezpieczeństwa Publicznego (PUBP) w Sanoku (w tym czasie kierował nim por. Antoni Cebula), którzy nadjechali ze swojej siedziby, zginął szef sztabu 8 DP ppłk Teodor Rajewski i sowiecki major Piwowar. Książek został ciężko ranny w nogę, i mimo że ukrył się nieopodal w piwnicy nowo budowanego domu, został wydany w ręce UB. Został on z miejsca przekazany do dyspozycji Informacji Wojskowej 8 DP i umieszczony w areszcie w koszarach przy ul. Adama Mickiewicza. Po dwóch tygodniach śledztwa, wyrokiem Sądu Okręgowego w Rzeszowie z 4 czerwca 1946 (w trybie doraźnym na wyjazdowej sesji sądu, która odbyła się w Sanoku, najprawdopodobniej decyzją sędziego ppor. Norberta Ołyńskiego, na wniosek oskarżyciela ppor. Mariana Stokłosy) został zdegradowany i skazany na śmierć. Jeszcze tego samego dnia została przygotowana szubienica, a do jej osobistego nadzorowania został zmuszony ówczesny przewodniczący Miejskiej Rady Narodowej w Sanoku, Michał Hipner (w akcie protestu złożył dymisję z urzędu, która nie została przyjęta), po czym Henryk Książek został powieszony na sanockim rynku w publicznej egzekucji. Wyrok został wykonany, mimo że Henryk Książek był ranny – miał nogę w gipsie; ponadto podczas egzekucji zostały zasłonięte jego usta.
Osoba Henryka Książka została wzmiankowana w tekście (został określony jako dezerter i skrytobójczy zabójca oficera WP) oraz na fotografii w obszernym artykule pt. Wojsko łamie terror NSZ, banderowców i spółki, opublikowanym na łamach tygodnika ilustrowanego „Żołnierz Polski” w czerwcu 1946. Naoczny świadek egzekucji Henryka Książka, Barbara Winiecka (wówczas pod panieńskim nazwiskiem Lurska), tak wspominała to wydarzenie: 

Był nakaz UB, że młodzież szkół średnich z Sanoka miała wziąć bezwarunkowy udział w tej egzekucji, pod groźbą wyrzucenia z gimnazjum. Ponieważ ta wiadomość została przekazana pod rygorem naszym wychowawcom, więc grono pedagogiczne przekazało nam, że powinniśmy wziąć udział, aby później nie nastąpiły jakieś represje, nie tylko w stosunku do nas, młodych ludzi, ale w stosunku do rodzin, że nie możemy się od tego uchylić. W dniu tej egzekucji, wcześniej, były przygotowania; na rynku sanockim UB montowało... to nie była szubienica, tylko szafot. Tak jak w dawnych czasach to wyglądało: stopnie, podest i szubienica, która została tam wmontowana. Ona stała tuż przy wejściu z obecnego deptaku, na rogu, na samym rogu rynku był ustawiony ten szafot. Nas, pod eskortą UB, wyprowadzono z budynku gimnazjum przy ul. Sobieskiego. Przyprowadzono nas tam, a ponieważ ten plac na ogół był zamknięty, więc ustawili nas wzdłuż ulicy w kierunku kościoła Franciszkanów - jest tam taka uliczka boczna, ale ona była pilnowana. Zasadniczo nie było tam jakiegoś zaułku, gdzie by się można ukryć, żeby po prostu nie patrzeć i nie uczestniczyć w tym. Było to straszne przeżycie.
W międzyczasie przyjechał samochód i wywlekli chorążego Książka... Noga w gipsie, człowiek zmaltretowany. Wystąpienie ubeka z przemówieniem do nas. Pamiętam przede wszystkim ton, jakim to przekazywał. To był ton rygorystyczny, gdyby mógł to by jeszcze chłostał nas tam jakimś batem, żeby nam to bardziej jeszcze upamiętnić. Tylko fragment tego przemówienia pamiętam, bo tam jeden szloch był na tej ulicy. W pamięci zostały mi słowa: "ktokolwiek podniesie rękę na władzę ludową, skończy tak, jak skończy ten bandyta",  dokładnie  miano bandyta. Wywlekli go na tę szubienicę, ponieważ tam były te schodki, więc go tam podtrzymywali, popychali, postawili na tym podeście, no i ten przemawiający ubek wydał rozkaz. I teraz nie mogę sobie przypomnieć, czy tam był jakiś stołek, czy to była zapadnia, w każdym razie dokonali egzekucji. Wyglądało to tak, jakby chor. Książek miał czymś zawiązane usta. Był w mundurze, ręce były czynne, natomiast od pasa był całkowicie w gipsie; posługiwał się tylko jedną nogą, pokonując te stopnie. Nie było widać żadnej mimiki twarzy, niczego, tak jakby miał na twarzy jakiś bandaż czy przepaskę. Chodziło o to, żeby nie mógł otworzyć ust. Wojska wtedy absolutnie nie było, wojsko w tym czasie nie brało żadnego udziału w akcjach UB. Wtedy miasto było miastem wymarłym, nikogo ze społeczeństwa starszego nie było widać na ulicy, ulice były puste. Ulica 3 Maja kompletnie wymarła, ulica Kościuszki wymarła, w okolicy kościoła parafialnego zupełnie nie było ludzi. Bezpośrednio po egzekucji nie ściągnięto ciała, tak jak to się stało z powieszonymi na stadionie. Natomiast Książka zostawiono, Książek jeszcze wisiał na tej szubienicy bodajże do końca dnia. Było to straszne przeżycie. I wtedy taka charakterystyczna postać tam się zjawiła. Jakiś taki dziadek: malutki, przebrany w strój wieśniaczy, z jakąś brodą, długie włosy, z laską, takim kosturem. Ponieważ była to bardzo charakterystyczna postać, zwróciliśmy uwagę, kto przyszedł przyglądać się tej egzekucji [...]. Po jakimś czasie okazało się, że to był Żubryd".
Skąd znam tę relację? Znam od pani Praczyńskiej, która była jego teściową, u której on po tej egzekucji zjawił się w domu. Ona przekazała to mojej rodzinie. To był Żubryd, który przyszedł pożegnać swego kolegę [...] Był to terror, całkowity terror społeczeństwa. I w tych ludziach, Książku, Żubrydzie myśmy mieli obrońców. Dla nas to była jakaś świadomość, że jest odwet za ten straszny terror.

O straceniu trzech żołnierzy NSZ w Sanoku wypowiedziały się po latach inne osoby. Uczestniczący w egzekucji jako uczeń gimnazjalny Marian Burczyk (późniejszy ksiądz katolicki, w latach 90. proboszcz parafii Przemienienia Pańskiego w Sanoku) zwrócił uwagę na złożenie ciała Henryka Książka w trumnie z nieheblowanych desek. W swoich wspomnieniach nauczyciel sanockiego gimnazjum Józef Stachowicz opisał, iż egzekucje wywołały wzburzenie wśród lokalnej ludności, podkreślając, że uczestniczyli w nich licznie przedstawiciele Armii Czerwonej, co miało stanowić rodzaj odwetu (ponadto J. Stachowicz wskazał, jakoby Henryk Książek był kawalerem Orderu Virtuti Militari).
Chorąży Henryk Książek został pochowany bez ceremonii pogrzebowej na cmentarzu przy ulicy Matejki (część obecnego Cmentarza Centralnego) obok straconych 24 maja towarzyszy broni: szeregowców Władysława Skwarca i Władysława Kudlika. Decyzją komunistycznych władz grób pozostał bezimienny, aż do 1990.
Jego dalekim krewnym jest Łukasz Maurycy Stanaszek, antropolog i archeolog.

## Upamiętnienie

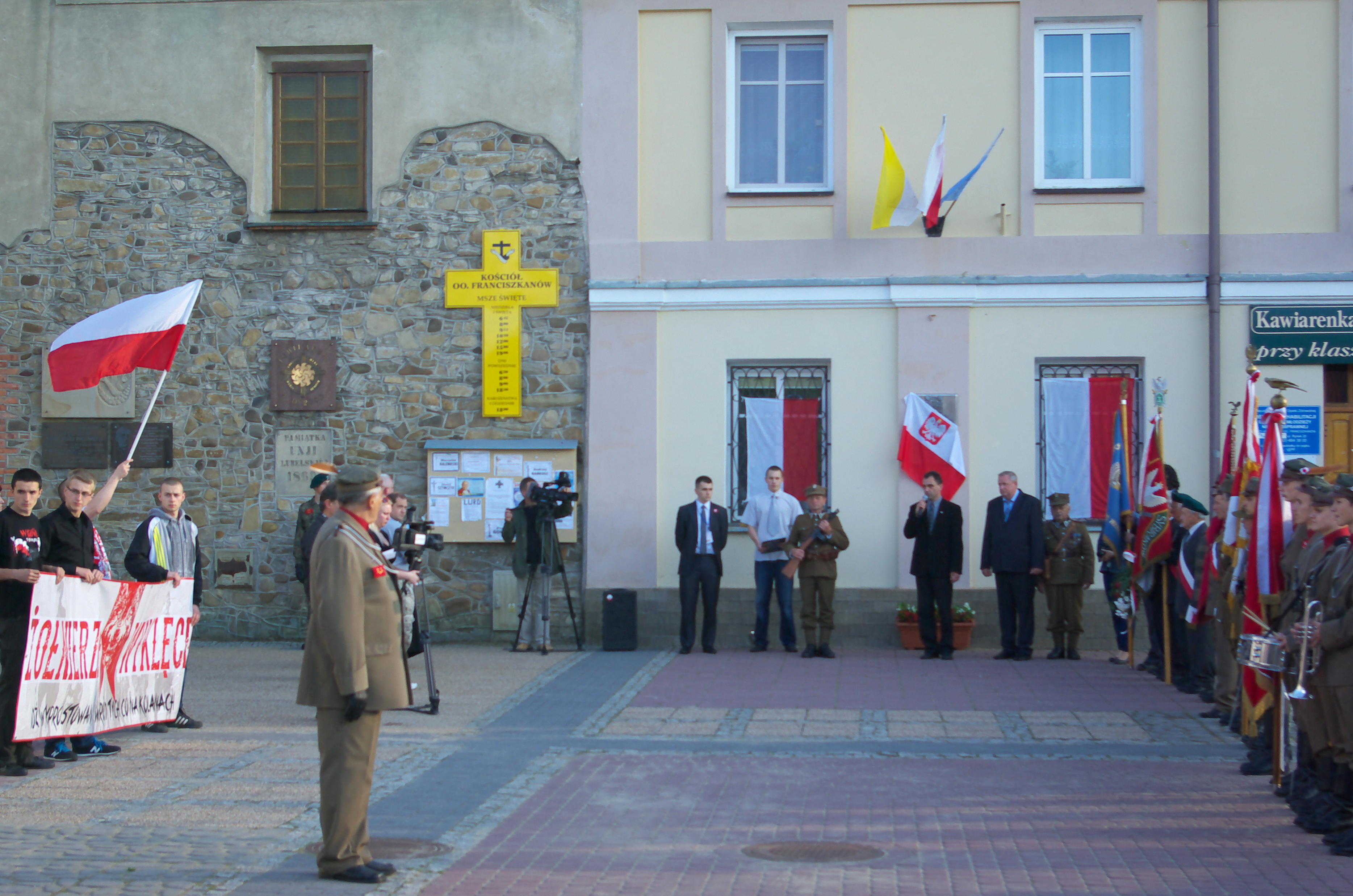
Uroczystość odsłonięcia tablicy upamiętniających straconych żołnierzy NSZ 4 czerwca 2014 w Sanoku

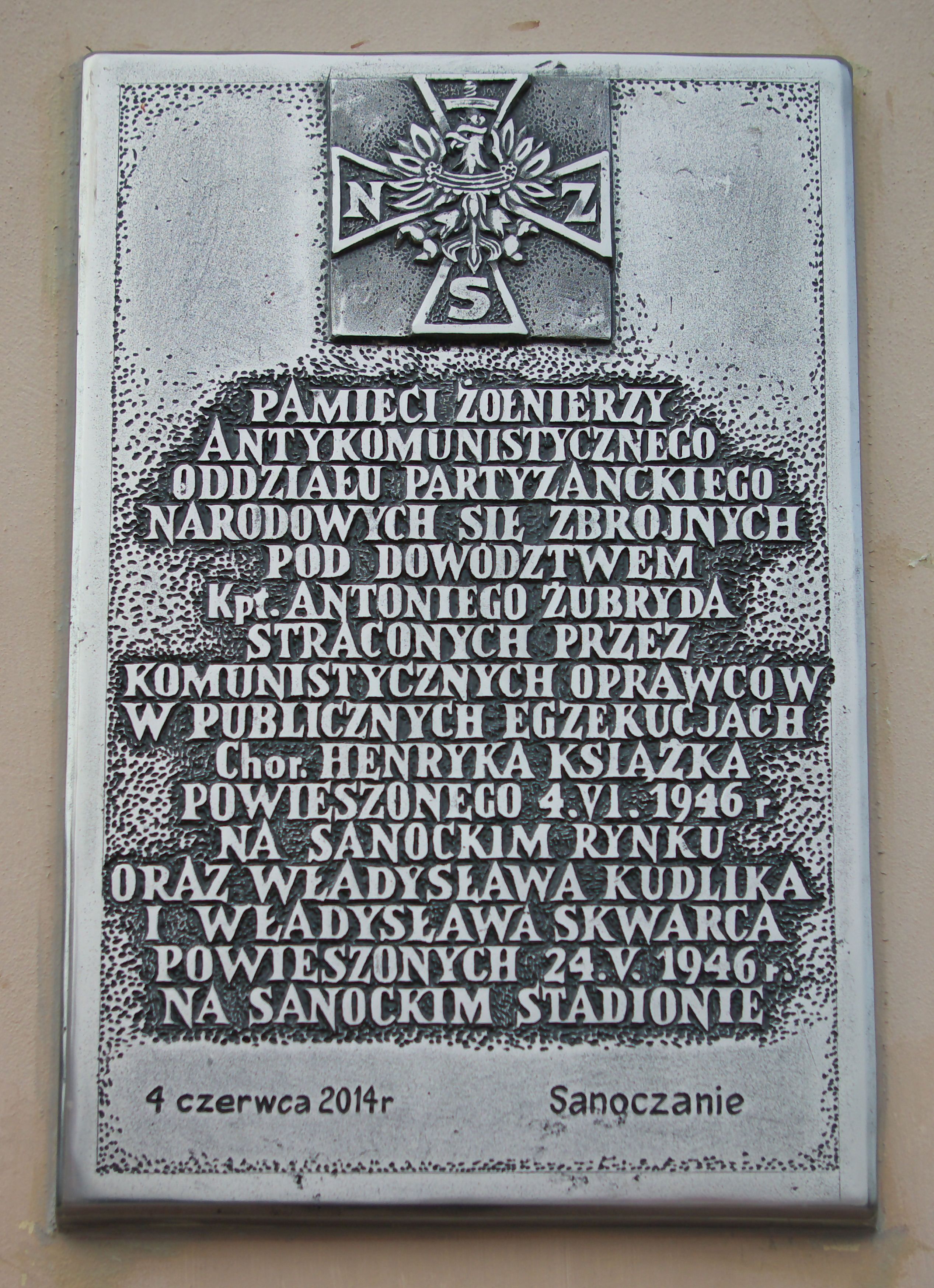
Tablicy upamiętniająca Władysława Kudlika, Władysława Skwarca i Henryka Książka w Sanoku (2014)

24 maja 1990, w 44-tą rocznicę egzekucji, z inicjatywy Komitetu Obywatelskiego „Solidarność” w Zagórzu, odprawiona została msza święta żałobna w kościele pw. Przemienienia Pańskiego w Sanoku w intencji dusz Władysława Skwarca, Władysława Kudlika oraz Henryka Książka. Mszę św. celebrował i kazanie wygłosił ks. prałat Adam Sudoł. Po nabożeństwie jego uczestnicy przeszli ulicami miasta na cmentarz przy ul. Matejki, gdzie złożono, ufundowane przez Miasto i Gminę Zagórz wieńce i kwiaty. Okolicznościowe przemówienie nad grobami pomordowanych towarzyszy broni wygłosił historyk Jerzy Tarnawski. 
Była to pierwsza, publiczna uroczystość upamiętniająca ofiary egzekucji z 1946. Kolejna odbyła się 25 maja 1996.
Publiczne wykonanie wyroków śmierci w Sanoku z 1946 oraz ich ofiary zostały omówione w filmie dokumentalnym pt. Publiczne egzekucje na Rzeszowszczyźnie w 1946 roku z 2011, który powstał we współpracy TVP Rzeszów i oddziału IPN w Rzeszowie (scenariusz i reżyseria: Józef Matusz). Tablicę wykonał rzeźbiarz Adam Przybysz, krewny żołnierza oddziału „Zuch” Adama Płazy, który zmarł w wyniku ran po potyczce na Posadzie 18 maja 1946.
4 czerwca 2014 w Sanoku została odsłonięta tablica upamiętniająca trzech żołnierzy NSZ straconych w egzekucjach w mieście 24 maja i 4 czerwca 1946. Treść inskrypcji brzmi: "Pamięci żołnierzy antykomunistycznego oddziału partyzanckiego Narodowych Sił Zbrojnych pod dowództwem kpt. Antoniego Żubryda, straconych przez komunistycznych oprawców w publicznych egzekucjach: chor. Henryka Książka powieszonego 4.VI.1946 r. na sanockim rynku oraz Władysława Kudlika i Władysława Skwarca powieszonych 24.V.1946 r. na sanockim stadionie. 4 czerwca 2014 r. Sanoczanie". Została umieszczona na fasadzie kamienicy przy ulicy Rynek 20 przylegającej do kościoła Franciszkanów w Sanoku, którzy udostępnili miejsce na swojej własności (budynek znajduje się w innym, ppłudniowo-wschodnim rejonie rynku, niż miejsce w którym dokonano egzekucji Henryka Książka – narożnik południowo-zachodni).